# Marianne North

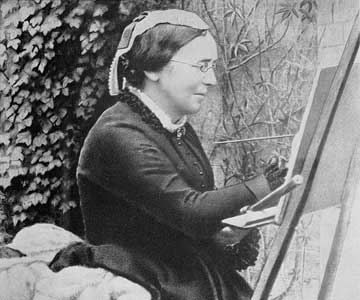
Porträttfotografi av Marianne North i arbete, taget runt 1870 av Julia Margaret Cameron

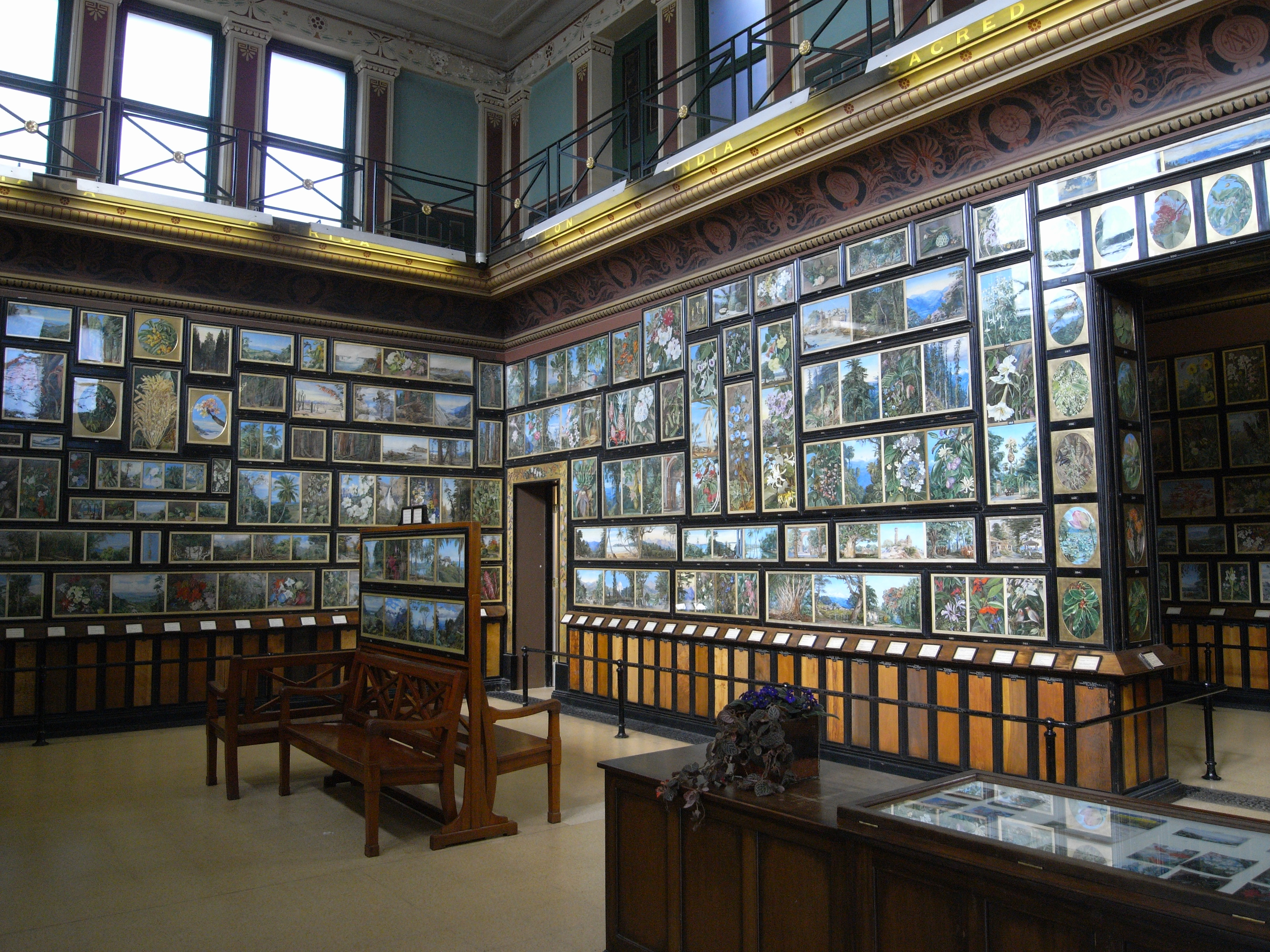
Marianne North Galleri, Kew Gardens, interiör

Marianne North, född 24 oktober 1830 i Hastings, död 30 augusti 1890 i Alderley, Gloucestershire, var en produktiv brittisk naturalist och botanisk illustratör, känd för sina växt- och landskapsmålningar, skrifter, upptäckter och skapare av sitt galleri vid Royal Botanic Gardens, Kew.

## Bakgrund och tidiga år
Marianne North var äldsta dottern i en välbärgad landägarefamilj med rötter från Roger North, yngste sonen till Dudley North, 4th Baron North och bror till Dudley North. Hennes far Frederick North var sonsons sonson till Roger North. Frederick var fredsdomare och liberal M.P. för Hastings. 
North fick en uppfostran enligt den brittiska överklassens normer. Guvernanter tog hand om utbildning i hemmet med pianospel, oljemålning och främmande språk. Hon tog sånglektioner av kontraalten Charlotte Helen Sainton-Dolby, men hennes egen röst räckte inte till, så hon ägnade sig i stället åt att måla blommor.

### Resor med fadern
Efter hennes mor Janets död 1855 följde hon ett löfte till modern att ta hand om sin far som hade många internationella uppdrag. Hon följde honom på ibland årslånga resor genom Europa och Främre Orienten. 1869 dog fadern och efterlämnade en aktningsvärd förmögenhet. Efter hans död beslöt hon ta upp sin tidigare  ambition att måla av floran i avlägsna länder. Hon var 39 år, för sent för giftermål men inte för sent att börja på nya äventyr och följa sina intentioner. Som del av det brittiska samhällets toppskikt var hon ekonomiskt oberoende och kunde tillåta sig att se resten av världen.

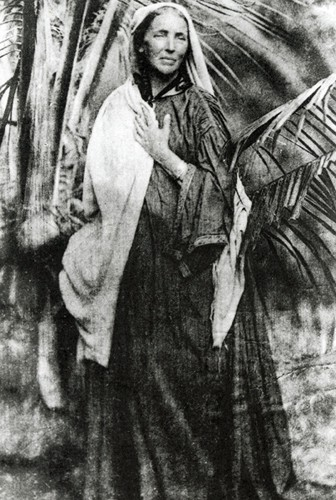
North vid sitt hem på Ceylon, taget av Julia Margaret Cameron 1875-1878.

North kom att företa vidsträckta utrikes resor för att avbilda olika länders flora. Hon besökte Kanada, Kalifornien, Brasilien, Chile, Java, Jamaica, Japan, Borneo, Ceylon, Teneriffa med flera platser.

## Vetenskapligt eftermäle
Den noggrannhet varmed hon arbetade har även gett hennes avbildningar vetenskapligt värde. En hel rad växtarter blev uppkallade efter henne, däribland Areca northiana, Crinum northianum, Kniphofia northiana, Nepenthes northiana och Northea seychellana.